# 兔袋鼠
兔袋鼠是袋鼠科下兔䶈屬（或兔袋鼠屬）的動物。屬下共有四種兔袋鼠，其中兩種已經滅絕：
- 小兔袋鼠（L. asomatus）：已滅絕。
- 眼鏡兔袋鼠（L. conspicillatus）
- 蓬毛兔袋鼠（L. hirsutus）
- 東部小袋鼠（L. leporides）：已滅絕。

最古老的兔袋鼠化石是屬於11000年前的眼鏡兔袋鼠。